# William Hiltz

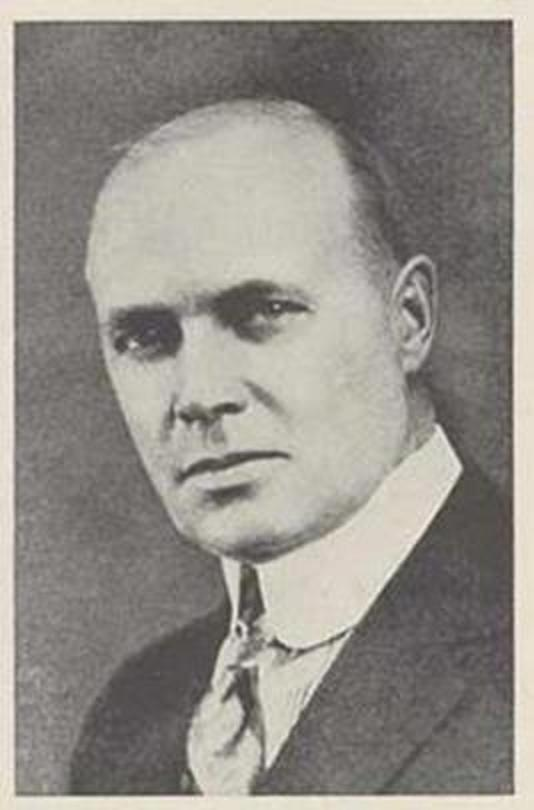
William Hiltz

William W. Hiltz (* 1873 in Erin, Ontario; † 26. Februar 1936) war der 39. Bürgermeister von Toronto.
Hiltz’ Vorfahren stammen aus der Pfalz und wanderten im frühen 18. Jahrhundert in Amerika ein. William Hiltz begann seine berufliche Laufbahn als Lehrer und wurde später Bauunternehmer. Dies verhalf ihm zu großem Wohlstand, so dass er nach Timothy Eaton die am zweithöchsten besteuerte Person in Toronto wurde. Er und sein Sohn Bill Hiltz waren Dekane der Danforth Methodist Church. William Hiltz war von Januar 1924 bis Januar 1925 Bürgermeister von Toronto.
| Personendaten    | Personendaten                 |
| ---------------- | ----------------------------- |
| NAME             | Hiltz, William                |
| ALTERNATIVNAMEN  | Hiltz, William W.             |
| KURZBESCHREIBUNG | 39. Bürgermeister von Toronto |
| GEBURTSDATUM     | 1873                          |
| GEBURTSORT       | Erin, Ontario                 |
| STERBEDATUM      | 26. Februar 1936              |